# Zaouïa de Sidi M'hamed
La Zaouïa de Sidi M'hamed Bou Qobrine est un édifice religieux situé à Alger en Algérie, bâti en l'honneur de Sidi M'hamed Bou Qobrine. Elle fait partie des zaouïas en Algérie affiliées à la confrérie Rahmaniya sous la tutelle du Ministère des Affaires religieuses et des Wakfs et de la Référence religieuse algérienne.

## Histoire
Il est érigé par le dey Hassan Pacha en 1791, dans le Hamma, selon une inscription sur deux plaques de marbre. Il est situé à l'origine dans la partie de la ville appelée Fahs (proche banlieue urbanisée) à l'extérieur de la cité intra-muros (l'actuelle Casbah) ; et doté de deux salles à trois nefs. Doté d'un minaret, il fut bâti au sein d'un des plus anciens cimetières d'Algérie : le cimetière de Sidi Mhamed. Sidi Mhamed était le Fondateur de la confrérie Rahmaniya, son tombeau fut le lieu (jusqu'au XXe siècle) d'un pèlerinage de la confrérie. La commune algéroise de Sidi M'Hamed (Alger) porte son nom en hommage à sa mémoire.

## Construction
Après trente ans d’absence d'Algérie, Sidi M'hamed Bou Qobrine revient au pays pour s’installer d’abord dans son village des Aït Smaïl, où il fonde la zaouïa de Bounouh,.
Il décide par la suite de s’installer en 1792 à Alger pour y fonder la zaouïa de Sidi M'hamed.
Il choisit de s’installer dans ce qui sera plus tard le quartier du Hamma où il fonde sa grande zaouïa qui rayonnera sur toute l'Algérie.

## Description
Cette zaouïa de Sidi M'hamed qui accueillait les pauvres, les orphelins et les étrangers, a été aussi une université où de nombreuses sciences étaient enseignées.
Elle est devenue le lieu privilégié de la Khalwa (ar) (« solitude », notion soufie) de ceux qui viennent demander l'initiation.
Le cheikh aura pour disciples Sidi Abderrahmane Bacha tarzi El Qosantini qui propagera la tariqa dans le Constantinois et dans tout l'est du pays, Sidi Ibn Azzouz El Bordji, Sidi Ameziane El Haddad, chef spirituel de la révolte des Mokrani, Sidi Ahmed Tidjani fondateur de la tariqa Tidjaniya et bien d'autres.
Sa Tariqa Khalwatiyya est devenue la Rahmaniya (ce qui donnera à la zaouïa Lalla Rahmaniya son nom), en référence à Abderrahmane, le nom de son père.
C’est ainsi que Sidi M’Hamed avait introduit la voie, la Tariqa Khalwatiyya en Algérie. 
Il enseignera pendant environ 25 ans, jusqu’au jour où sentant sa santé décliner, il décide de rentrer chez lui, dans son village natal. C’est là-bas qu’il décède en 1793, à l’âge de 73 ans.

## Sources
- « Alger, quelques-unes de ses mosquées d'après "Comité du Vieil Alger, Feuillets d'El-Djezaïr, Fondateur Henri Klein (1910), Éditions du Tell », sur www.alger-roi.fr, 29 septembre 2003 (consulté le 11 décembre 2015)
- Zineddine Sekfali, « Que peut-on encore sauver Alger ? », sur www.algerie-dz.com, El Watan, 18 avril 2005 (consulté le 11 décembre 2015)
- Rachid Bourouiba, Les Inscriptions commémoratives des mosquées d’Algérie, Alger, Office des Publications Universitaires, 1984, 374 p. (OCLC 17604508), p. 81-86
- Rachid Bourouiba, L’Art religieux musulman en Algérie, Alger, S.N.E.D., 1983, 2e éd. (1re éd. 1973), 343 p. (OCLC 432350294)
- Rachid Bourouiba, Apports de l’Algérie à l’architecture religieuse arabo-islamique, Alger, OPNA, 1986, 358 p. (OCLC 21521189)
- Albert Devoulx, Les Édifices religieux de l'ancien Alger, Alger, Bastide, 1870, 270 p. (OCLC 490390051, lire en ligne) Extrait de la Revue africaine.
- Georges Marçais, L’Architecture musulmane d’occident, Tunisie, Algérie, Espagne et Sicile, Paris, Arts et Métiers Graphiques, 1954, 1080 (OCLC 253985764)